# Конска (Липтовски Микулаш)
Конска (слч. Konská) насељено је мјесто са административним статусом сеоске општине (слч. obec) у округу Липтовски Микулаш, у Жилинском крају, Словачка Република.

## Становништво
| Година:    | 1994. | 2004.   | 2014.    | 2024.   |
| ---------- | ----- | ------- | -------- | ------- |
| Број људи: | 253   | 241     | 215      | 231     |
| Разлика:   |       | -4,74 % | -10,78 % | +7,44 % |

| Година:    | 2023. | 2024.   |
| ---------- | ----- | ------- |
| Број људи: | 227   | 231     |
| Разлика:   |       | +1,76 % |

Према подацима о броју становника из 2011. године насеље је имало 216 становника.